# Joan Kagezi
Joan Namazzi Kagezi (14 tháng 7 năm 1967 – 30 tháng 3 năm 2015), là một luật sư và công tố viên người Uganda. Tại thời điểm bà qua đời, bà là trợ lý giám đốc công tố và là trưởng phòng hình sự quốc tế thuộc Bộ Tư pháp và Hiến pháp của Uganda.

## Thân thế và bằng cấp
Bà được sinh ra với tên khai sinh Joan Namazzi với cha là Kaggwa Sserwadda và mẹ là Sserwadda tại làng Luteete, quận Rakai, vào ngày 14 tháng 7 năm 1967. Bà theo học tại trường tiểu học Nsuube từ năm 1973 đến năm 1980. Bà học tại trường cao đẳng Mount Saint Mary Namagunga trường học ở quận Mukono, cho cả giáo dục O-Level và A-Level. Năm 1987, bà vào học tại Đại học Makerere để học luật, tốt nghiệp năm 1990 với bằng Cử nhân Luật. Năm 1992, bà đã nhận được bằng Cao đẳng về Thực hành Pháp lý từ Trung tâm Phát triển Luật. Tại thời điểm bà qua đời, bà đang theo đuổi bằng thạc sĩ quản trị kinh doanh tại Học viện quản lý Đông và Nam Phi.

## Nghề nghiệp
Trong suốt sự nghiệp 23 năm của mình với tư cách là một luật sư, Kagezi đã phục vụ như một công chức với chính phủ của Uganda. Ra khỏi Trung tâm Phát triển Luật năm 1992, bà đảm bảo vị trí cán bộ địa chính trong Bộ Đất đai, Phát triển Nhà và Đô thị. Tháng 5 năm 1994, bà được bổ nhiệm làm luật sư nhà nước trong Bộ Tư pháp và Hiến pháp. Bà đã nhận được một chương trình khuyến mãi vào tháng 2 năm 2002 cho luật sư chính của tiểu bang. Vào tháng 8 năm 2007, bà được thăng chức luật sư chính của bang. Vào tháng 1 năm 2015, bà được bổ nhiệm làm Trưởng phòng Tội phạm Quốc tế, với cấp bậc trợ lý công tố viên trưởng.